# Phrygionis auriferaria
Phrygionis auriferaria là một loài bướm đêm trong họ Geometridae.